# Condado de Robeson
El condado de Robeson (en inglés: Robeson County, North Carolina), fundado en 1787, es uno de los 100 condados del estado estadounidense de Carolina del Norte. En el año 2000 tenía una población de 150 355 habitantes con una densidad poblacional de 50 personas por km². La sede del condado es Lumberton.

## Geografía
Según la Oficina del Censo, el condado tiene un área total de 2463 km² (951 mi²), de la cual 2458 km² (949 mi²) es tierra y 5 km² (1,9 mi²) es agua.

### Condados adyacentes
- Condado de Cumberland norte-noreste
- Condado de Blanen este
- Condado de Columbus sureste
- Condado de Dillon suroeste
- Condado de Marlboro oeste
- Condado de Scotland noroeste
- Condado de Hoke norte-noroeste

## Demografía
En el 2000 la renta per cápita promedia del condado era de $28 202, y el ingreso promedio para una familia era de $32 514. El ingreso per cápita para el condado era de $13 224. En 2000 los hombres tenían un ingreso per cápita de $26 646 contra $20 599 para las mujeres. Alrededor del 28.20% de la población estaba bajo el umbral de pobreza nacional.

## Lugares

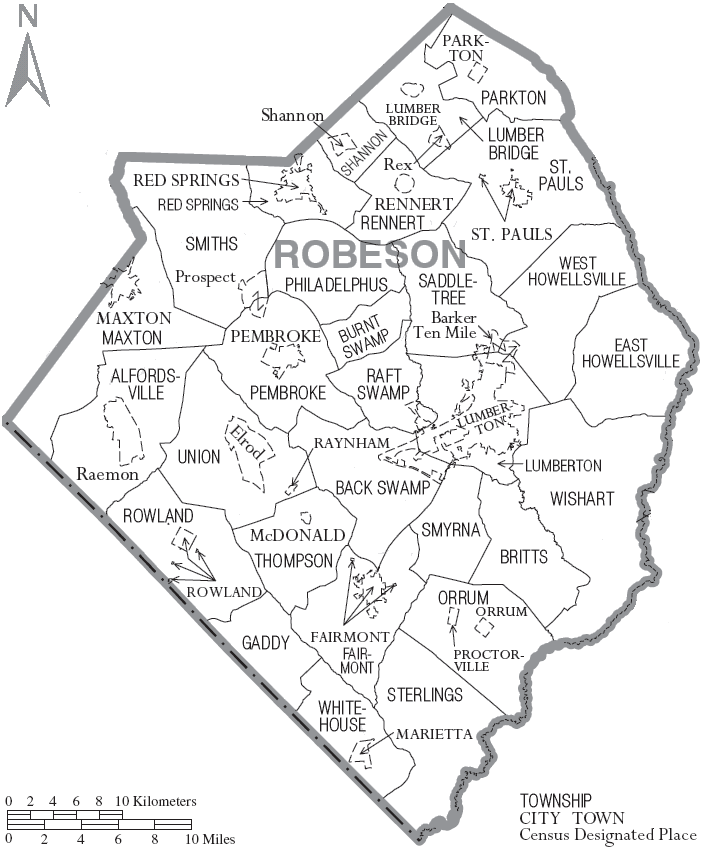
Mapa del condado de Robeson en Carolina del Norte con sus municipios

### Ciudades
- Lumberton

### Pueblos
| - Fairmont - Lumber Bridge - Marietta - Maxton - McDonald | - Orrum - Parkton - Pembroke - Proctorville - Raynham | - Red Springs - Rennert - Rowland - St. Pauls |

### Municipios
| | | |
| - Alfordsville - Back Swamp - Britts - Burnt Swamp - East Howellsville - Fairmont - Lumber Bridge - Lumber Bridge - Lumberton - Maxton | - Orrum - Parkton - Pembroke - Philadelphus - Raft Swamp - Red Springs - Rennert - Rowland - Saddletree | - Shannon - Smiths - Smyrna - St. Pauls - Sterlings - Thompson - Union - West Howellsville - Whitehouse - Wishart |

### Lugares designados por el censo
| - Barker Ten Mile - Elrod | - Prospect - Raemon | - Rex - Shannon | - Wakulla |